# Margaret Lindsay Huggins
Margaret Lindsay Huggins, född 14 augusti 1848 i Dublin, död 24 mars 1915 i London, var en irländsk astronom.
Tillsammans med sin make, den engelske fysikern och astronomen William Huggins var hon pionjär inom forskningsfältet spektroskopi. Huggins var också medförfattare i verket Atlas of Representative Stellar Spectra (1899).
Huggins inspirerades av sin farfar till att studera stjärnhimlen och tillverkade själv instrument för att kunna fördjupa sina studier. Efter att ha läst en artikel i tidskriften Good Words konstruerade hon även ett spektroskop.
Arbetet med spektroskopet ledde så småningom till att hon mötte astronomen William Huggins, berömd för sina spektroskopiska studier av stjärnorna. Paret gifte sig 1875. Åldersskillnaden var 24 år, men äktenskapet ska enligt tillgängliga biografier ha fungerat bra, både privat och för parets yrkesmässiga utveckling. I flera av makens senare publikationer var hustrun medförfattare och hon publicerade även själv arbeten av högt värde. Hon var vidare medarbetare till elfte upplagan av Encyclopædia Britannica.